# 安八町

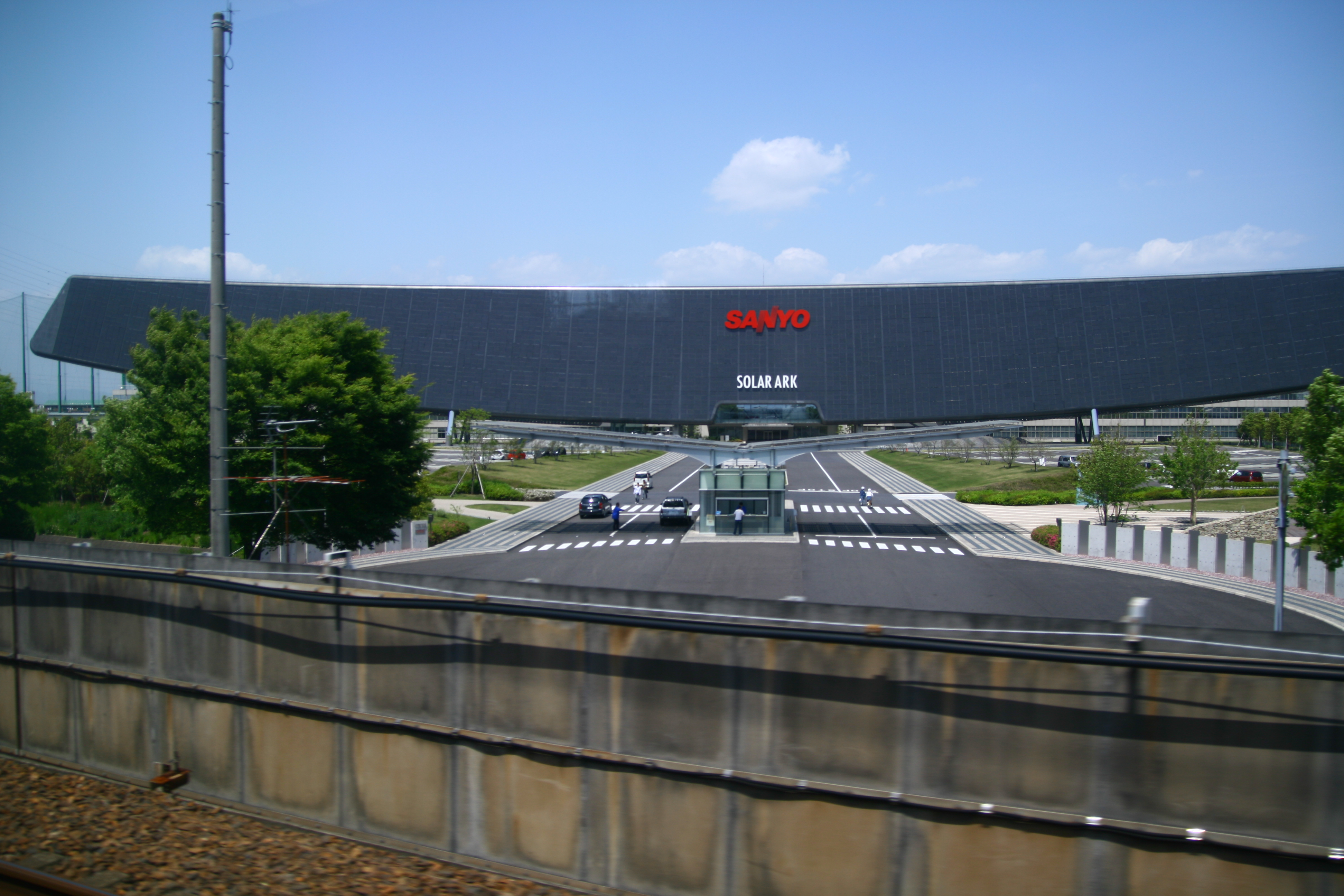
東海道新幹線から見たソーラーアーク

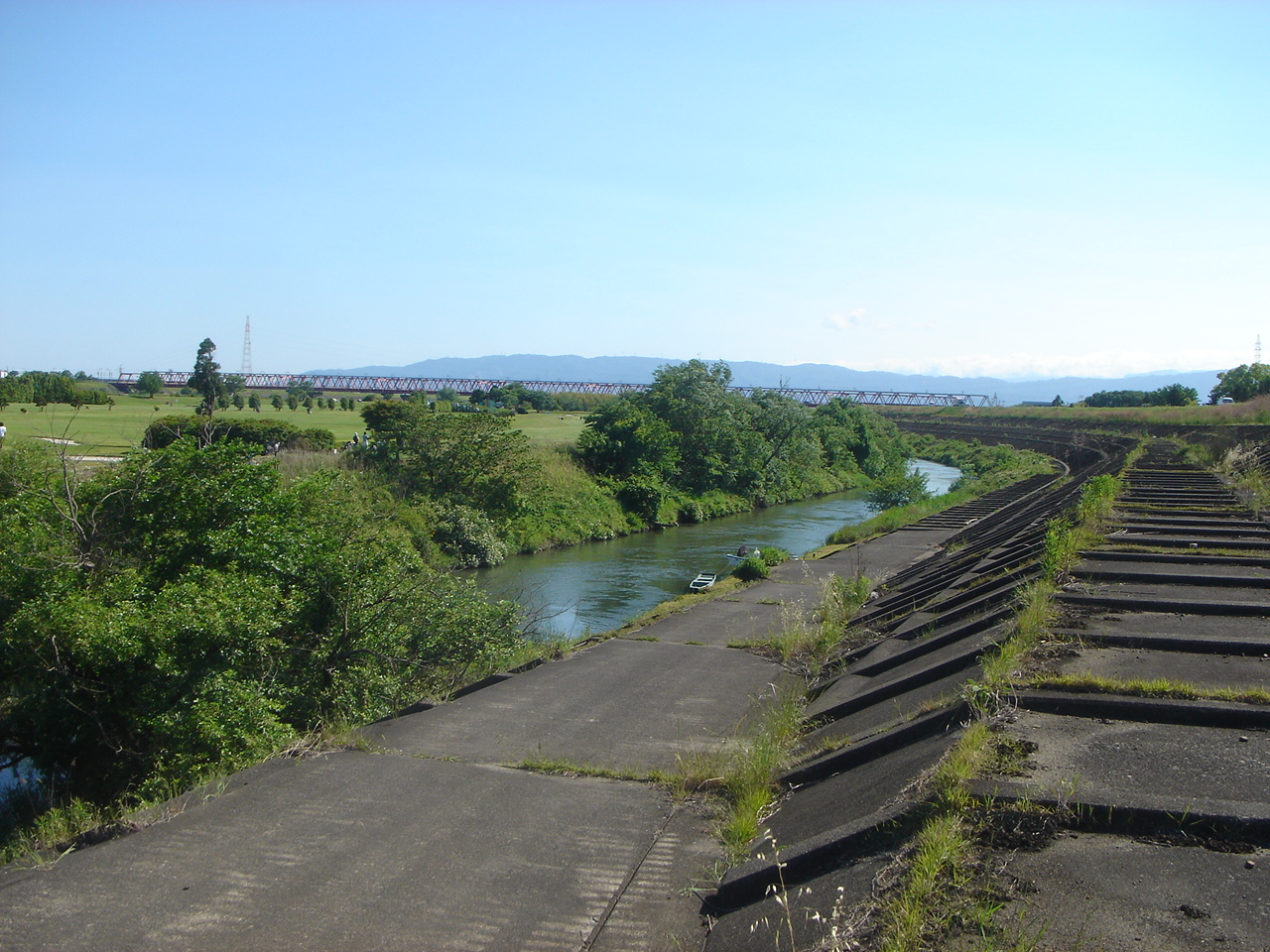
犀川

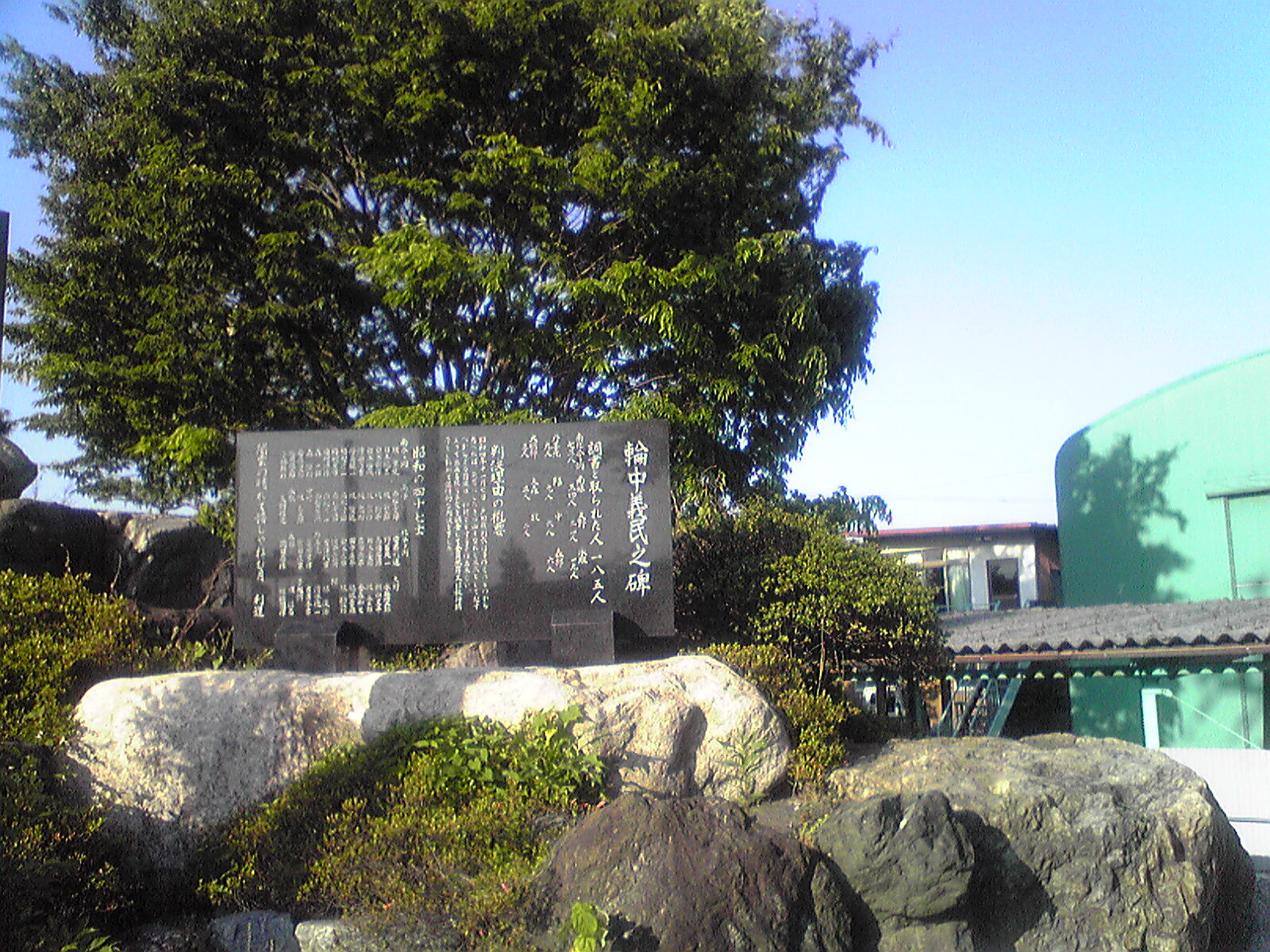
犀川事件石碑

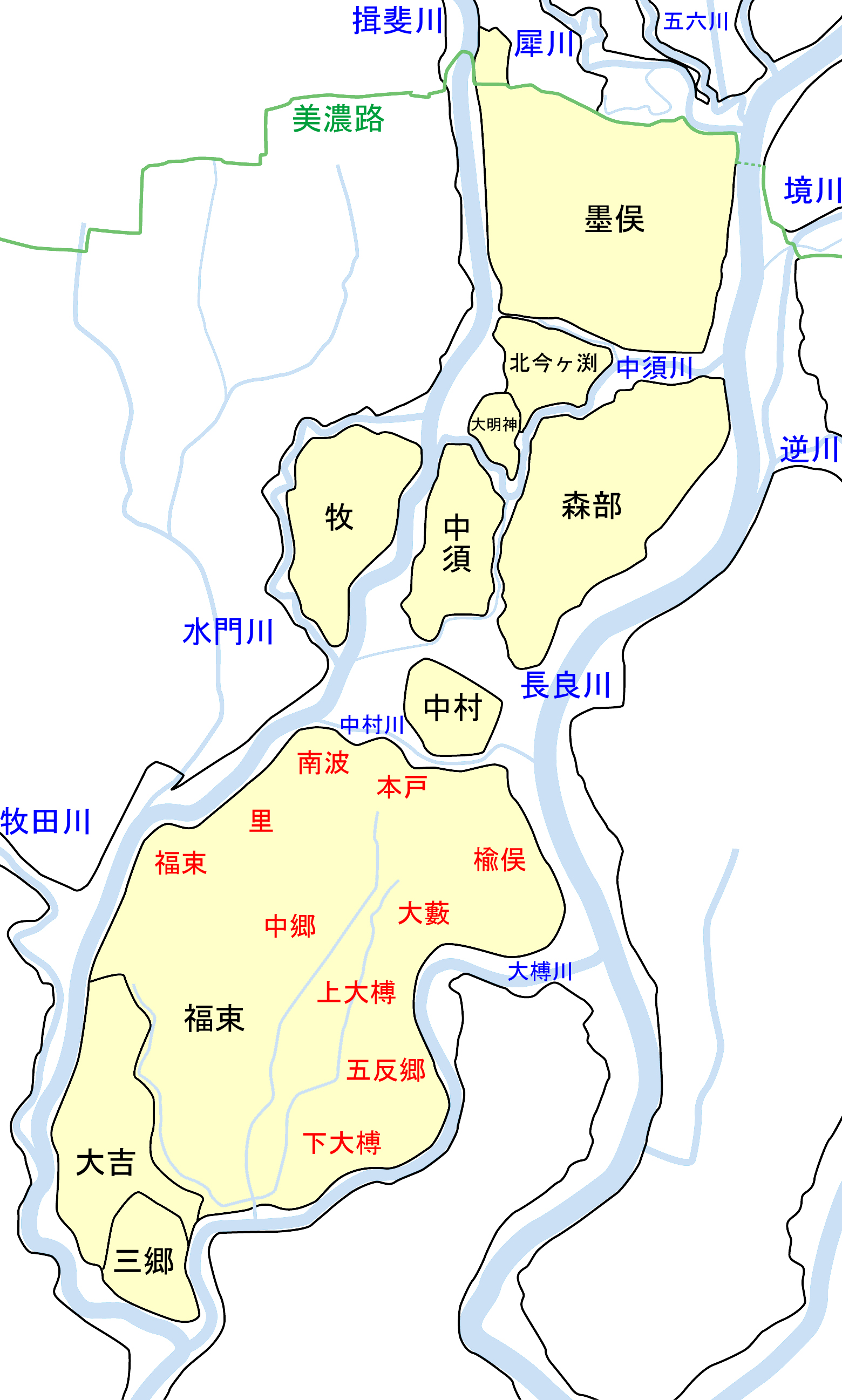
木曽三川分流工事以前の安八町域の様子

安八町（あんぱちちょう）は、岐阜県の南西部、濃尾平野北西部に位置する町。
肥沃な田園地帯で県内有数の穀倉地帯であると同時にいくつかの大企業が事業所を構える工業都市でもある。気候は通年温暖ではあるが伊吹山の影響により冬には伊吹おろしという強い西風が吹く。

## 地理
濃尾平野の北西部に位置し、木曽三川と呼ばれる大河のうち揖斐川、長良川に挟まれた縦に細長い町である。土地は低湿地で古来は河川が網目状に流れており水害が多かった。そのため堤防で集落の周囲を囲む輪中が発達し、また家屋敷を平地より土を高く盛ったところに建てたり、家屋の天井に船を吊るす｢上舟（あげぶね）｣や敷地の一部を小高く盛りその上に水害の避難所として｢水屋｣という小屋を構えるなどの輪中に適応した生活様式が確立された。2006年3月に東隣の墨俣町が大垣市に編入合併したため、大垣市に東西から挟まれる形となった。

### 河川
- 揖斐川
- 長良川
- 新犀川
- 中須川

## 歴史
- 1929年（昭和4年） 犀川事件（長良川沿いの犀川の改修をめぐる流血事件、役場を占拠する騒ぎとなる。）
- 1955年（昭和30年）4月1日 名森、結、牧の3村が合併し安八村となる[1]。なお安八の名は安八郡からとったものである。
- 1960年（昭和35年）4月1日 町制施行、安八町となる[1][2]。
- 1976年（昭和51年）9月12日 台風17号による豪雨で長良川が決壊、安八・墨俣両町にまたがる大水害となる。（9.12水害）
- 1979年（昭和54年）12月1日 安八郡墨俣町（現・大垣市）と境界変更[1]。
- 2001年（平成13年）6月1日 本巣郡穂積町（現・瑞穂市）と境界変更[1]。

### 変遷表
| 明治元年          | 明治12年 2月18日 郡区町村 編成法施行 | 明治22年 7月1日 町村制施行 | 明治30年 4月1日 郡制施行 | 昭和23年 10月1日 | 昭和30年 4月1日               | 昭和35年 4月1日                    | 現在          |
| ----------------- | ------------------------------------ | -------------------------- | ------------------------ | ---------------- | ----------------------------- | ---------------------------------- | ------------- |
| 安八郡 馬之瀬村   | 安八郡 馬之瀬村                      | 安八郡 馬之瀬村            | 安八郡 牧村              | 大垣市 の一部    | 大垣市 の一部                 | 大垣市 の一部                      | 大垣市 の一部 |
| 安八郡 牧村       | 安八郡 牧村                          | 安八郡 牧村                | 安八郡 牧村              | 安八郡 牧村      | 昭和30年 4月1日 安八郡 安八村 | 昭和35年 4月1日 町制 安八郡 安八町 | 安八郡 安八町 |
| 安八郡 東結村     | 安八郡 東結村                        | 安八郡 東結村              | 安八郡 結村              | 安八郡 結村      | 昭和30年 4月1日 安八郡 安八村 | 昭和35年 4月1日 町制 安八郡 安八町 | 安八郡 安八町 |
| 安八郡 西結村     | 安八郡 西結村                        | 安八郡 西結村              | 安八郡 結村              | 安八郡 結村      | 昭和30年 4月1日 安八郡 安八村 | 昭和35年 4月1日 町制 安八郡 安八町 | 安八郡 安八町 |
| 安八郡 氷取村     | 安八郡 氷取村                        | 安八郡 氷取村              | 安八郡 名森村            | 安八郡 名森村    | 昭和30年 4月1日 安八郡 安八村 | 昭和35年 4月1日 町制 安八郡 安八町 | 安八郡 安八町 |
| 安八郡 大明神村   | 安八郡 大明神村                      | 安八郡 大明神村            | 安八郡 名森村            | 安八郡 名森村    | 昭和30年 4月1日 安八郡 安八村 | 昭和35年 4月1日 町制 安八郡 安八町 | 安八郡 安八町 |
| 安八郡 中須村     | 安八郡 中須村                        | 安八郡 中須村              | 安八郡 名森村            | 安八郡 名森村    | 昭和30年 4月1日 安八郡 安八村 | 昭和35年 4月1日 町制 安八郡 安八町 | 安八郡 安八町 |
| 安八郡 大野村     | 安八郡 大野村                        | 安八郡 大野村              | 安八郡 名森村            | 安八郡 名森村    | 昭和30年 4月1日 安八郡 安八村 | 昭和35年 4月1日 町制 安八郡 安八町 | 安八郡 安八町 |
| 安八郡 南今ヶ淵村 | 安八郡 南今ヶ淵村                    | 安八郡 南今ヶ淵村          | 安八郡 名森村            | 安八郡 名森村    | 昭和30年 4月1日 安八郡 安八村 | 昭和35年 4月1日 町制 安八郡 安八町 | 安八郡 安八町 |
| 安八郡 善光村     | 安八郡 善光村                        | 安八郡 善光村              | 安八郡 名森村            | 安八郡 名森村    | 昭和30年 4月1日 安八郡 安八村 | 昭和35年 4月1日 町制 安八郡 安八町 | 安八郡 安八町 |
| 安八郡 森部村     | 安八郡 森部村                        | 安八郡 森部村              | 安八郡 名森村            | 安八郡 名森村    | 昭和30年 4月1日 安八郡 安八村 | 昭和35年 4月1日 町制 安八郡 安八町 | 安八郡 安八町 |
| 安八郡 南条村     | 安八郡 南条村                        | 安八郡 南条村              | 安八郡 名森村            | 安八郡 名森村    | 昭和30年 4月1日 安八郡 安八村 | 昭和35年 4月1日 町制 安八郡 安八町 | 安八郡 安八町 |
| 安八郡 大森村     | 安八郡 大森村                        | 安八郡 大森村              | 安八郡 名森村            | 安八郡 名森村    | 昭和30年 4月1日 安八郡 安八村 | 昭和35年 4月1日 町制 安八郡 安八町 | 安八郡 安八町 |
| 安八郡 北今ヶ淵村 | 安八郡 北今ヶ淵村                    | 安八郡 北今ヶ淵村          | 安八郡 名森村            | 安八郡 名森村    | 昭和30年 4月1日 安八郡 安八村 | 昭和35年 4月1日 町制 安八郡 安八町 | 安八郡 安八町 |
| 安八郡 中村       | 安八郡 中村                          | 安八郡 中村                | 安八郡 名森村            | 安八郡 名森村    | 昭和30年 4月1日 安八郡 安八村 | 昭和35年 4月1日 町制 安八郡 安八町 | 安八郡 安八町 |

## 人口
| |                                        |  |
| 安八町と全国の年齢別人口分布（2005年） | 安八町の年齢・男女別人口分布（2005年） |  |
| ■紫色 ― 安八町 ■緑色 ― 日本全国 | ■青色 ― 男性 ■赤色 ― 女性              |  |
| 安八町（に相当する地域）の人口の推移 \| 1970年（昭和45年） \| 12,354人 \| \| \| 1975年（昭和50年） \| 13,014人 \| \| \| 1980年（昭和55年） \| 13,901人 \| \| \| 1985年（昭和60年） \| 14,533人 \| \| \| 1990年（平成2年） \| 15,085人 \| \| \| 1995年（平成7年） \| 15,115人 \| \| \| 2000年（平成12年） \| 15,078人 \| \| \| 2005年（平成17年） \| 15,263人 \| \| \| 2010年（平成22年） \| 15,271人 \| \| \| 2015年（平成27年） \| 14,752人 \| \| \| 2020年（令和2年） \| 14,355人 \| \| |                                        |  |
| 総務省統計局 国勢調査より |                                        |  |
| 1970年（昭和45年） | 12,354人                               |  |
| 1975年（昭和50年） | 13,014人                               |  |
| 1980年（昭和55年） | 13,901人                               |  |
| 1985年（昭和60年） | 14,533人                               |  |
| 1990年（平成2年） | 15,085人                               |  |
| 1995年（平成7年） | 15,115人                               |  |
| 2000年（平成12年） | 15,078人                               |  |
| 2005年（平成17年） | 15,263人                               |  |
| 2010年（平成22年） | 15,271人                               |  |
| 2015年（平成27年） | 14,752人                               |  |
| 2020年（令和2年） | 14,355人                               |  |

## 行政

### 町長
- 岡田立（2023年5月6日～）
- 過去の町長
  - 初代：堀薫（1955年5月6日〜1975年5月5日）
  - 2代：丹羽正治（1975年5月6日〜1995年5月5日）
  - 3代：小川徳喜（1995年5月6日～2011年5月5日）
  - 4代：堀正（2011年5月6日～2023年5月5日）

### 警察
- 大垣警察署（大垣市）
  - 安八交番（大森）

## 経済

### 産業
主な産業
- 農業（米、野菜、酪農、養鶏）
- 工業（コンピュータ関連製品、乳製品、化学製品）

事業所を構える主な企業
- グリコマニュファクチャリングジャパン（旧岐阜グリコ乳業株式会社）
- 岐阜日野自動車
- 住友化学
- 旭金属工業（航空機部品製造）
- オークワ（オーデリカファクトリー安八）
- ゲンキー（物流倉庫・プロセスセンター〔富士パール食品〕）
- 浅野撚糸（撚糸製造・タオル販売）

産業人口
- 総数：8,165人
（内訳）
農業：369人
林業：2人
鉱業：13人
建設業：895人
製造業：3,090人
インフラ（電気・ガス・水道等）：29人
運輸・通信：450人
卸売・小売・飲食店：1,426人
金融・保険：194人
不動産：33人
サービス業：1,453人
　公務：205人
分類不能：6人

### 商業
主な商業施設
- トミダヤ結店
- ファッションセンターしまむら安八店
- スーパーセンタートライアル安八店
  - 2008年（平成20年）3月に閉店したユーストア安八店の跡地に[3]、店舗を新築して2014年（平成26年）に出店[4]。
- ディスカウントドラッグコスモス安八店
- ゲンキー安八店

## 姉妹都市・提携都市

### 海外
友好都市
- クロウズネスト・パス（カナダ連邦アルバータ州）
  - 2000年4月25日 友好都市提携

### 国内
友好都市
- 福井市(福井県)
2002年7月7日 旧越廼村と友好提携。両町村とも町の花がスイセンであったことがきっかけ。福井市に合併後も継続

提携都市（災害時相互応援協定）
- 養老町（岐阜県）
2017年5月9日締結
- 垂井町（岐阜県）
2017年5月9日締結
- 関ケ原町（岐阜県）
2017年5月9日締結
- 神戸町（岐阜県）
2017年5月9日締結
- 輪之内町（岐阜県）
2017年5月9日締結

その他
- 織田信長サミット
織田信長との関係が深い市町および関係を大切にしている市町の集まりに参加している。
- 一豊公&千代様サミット
山内一豊と千代(見性院)との関係が深い市町および関係を大切にしている市町の集まりに参加している。1994年から2007年まで毎年開催。
2006年に大河ドラマ「功名が辻」が放映され、一定の成果を収めたことから、翌2007年より民間主導に切り替えられた。
※関連リンク：山内一豊、千代（見性院）

## 地域

### 健康
- 平均年齢：40.1歳（国勢調査より）

### 教育
- 小学校
  - 安八町立名森小学校
  - 安八町立牧小学校
  - 安八町立結小学校
- 中学校
  - 安八町立登龍中学校
  - 大垣市安八郡安八町組合立東安中学校

### 公共施設
- 安八町役場
- ハートピア安八（複合施設）
  - 図書館
  - 児童館
  - 天文台
  - プラネタリウム
  - 歴史民俗資料館
- 安八町総合体育館
- 総合運動公園
  - 野球場
  - サッカー場
  - アンヒルパーク
- 安八町立中央公民館

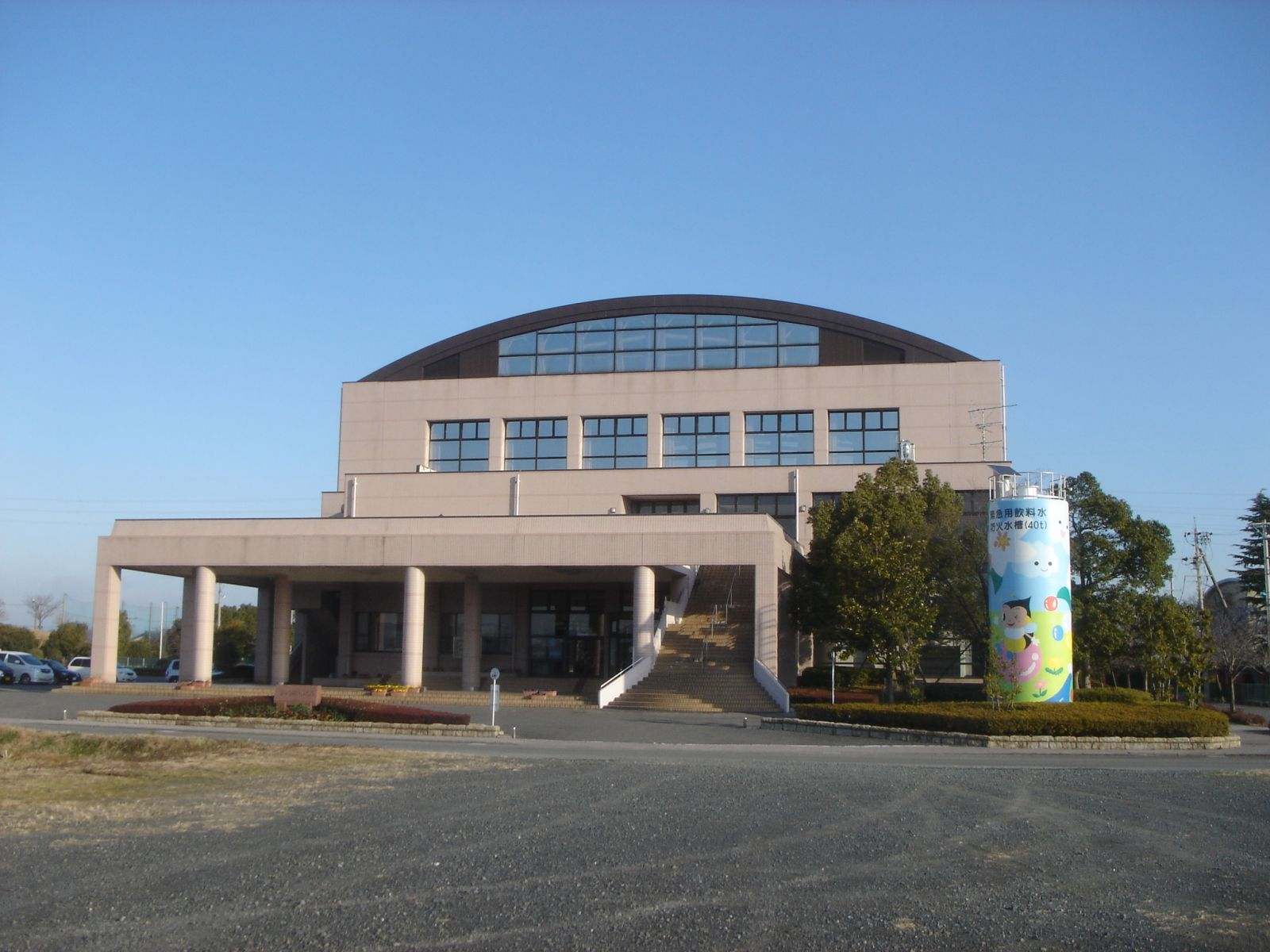
安八町総合体育館

- むすぶテラス　※旧・安八町勤労青少年ホーム

## 交通
元々東西を河川に挟まれている特性上交通の便があまりよくなく、1960年代までは橋もなく渡し舟を用いて交通していたこともあった。

### 鉄道
東海旅客鉄道（JR東海）東海道新幹線および東海道本線、樽見鉄道樽見線が市内を通過しているが、いずれも駅はない。鉄道を利用する場合は東海道新幹線岐阜羽島駅、名鉄新羽島駅、大垣駅、JR穂積駅が最寄であり、これらの各駅から町内への路線バスも運行されている。
昭和の初めから1960年代まで、町内を経由して大垣と岐阜や羽島とを結ぶ鉄道計画が存在していた（養老鉄道養老線を参照）。

### 道路
- 安八町には名神高速道路が通っているものの、かつてはICはなく実質使用されていないバス停があるのみであった。大垣一宮線等の渋滞緩和や、企業誘致を有利に進めるため2007年11月1日に「スマートインターチェンジ建設促進特別委員会」を設立、2009年11月19日に瑞穂市、海津市、輪之内町など20機関などで構成された「安八スマートIC（仮称）地区協議会」を設立した。2011年7月に同町中地区に安八スマートIC（本線直結型）を設置する予定だったが、南側に下り用の出入り口を設置する方式に対して、交通量の増加による事故への不安などから地元からの理解が得られなかった。最終的に出入り口を北側に集約する案により理解が得られ、協議は前進した。2013年6月11日に国土交通省より連結設置許可が下りた。安八スマートICは2018年3月24日16時に開通した[5]。

#### 高速道路
- 名神高速道路
  - 安八スマートIC

#### 一般国道
- 国道21号

#### 県道
- 岐阜県道18号大垣一宮線
- 岐阜県道23号北方多度線
- 岐阜県道31号岐阜垂井線
- 岐阜県道171号美江寺西結線
- 岐阜県道193号大垣江南線（一部未開通区間あり）
- 岐阜県道195号岐阜千本松原公園自転車道線（通称：長良川自転車道）
- 岐阜県道219号安八平田線
- 岐阜県道220号安八海津線

### バス
- 名阪近鉄バス - 町外への路線を運行する。一般路線は瑞穂市（穂積駅）と当町を結ぶ安八穂積線、当町を経由し大垣市と岐阜羽島駅（羽島市）を結ぶ羽島線の2路線。ほかに名古屋市 - 大野町間の高速バス「にしみのライナー」が安八SICに停車し、名古屋市のほか大野町方面との間の利用も可能。
  - 安八穂積線：穂積駅 - 瑞穂市役所 - 朝日大学北 - 墨俣北 - 大垣桜高校 - 板屋島 - 安八町役場 - 城 - 安八温泉
  - 羽島線：ソフトピアジャパン - 大垣駅前 - 大垣市民病院前 - 安八町役場 - 南大森 - 岐阜羽島駅
  - 高速「にしみのライナー」：ジブリパーク・名古屋駅 - 安八 - 名神大垣 - 道の駅パレットピアおおの
- 安八コミュニティバス（アンビーバス） - 町内
- 輪之内町コミュニティバス南北線 - 2010年10月1日より運行開始。輪之内町が主体となり運行するが、当町内にも乗り入れる。名阪近鉄バスへの委託。
  - コミバス今尾 - 輪之内町文化会館 - 大藪 - 安八温泉

※2007年9月30日まで岐阜バスも運行されていたが、大垣一宮線は廃止、羽島市まで名阪近鉄バスに移行。岐垣線は2007年10月1日より名阪近鉄バスへ譲渡、南濃線は廃止により完全撤退した。

## 名所・旧跡・観光スポット・特産品

### 名所・旧跡

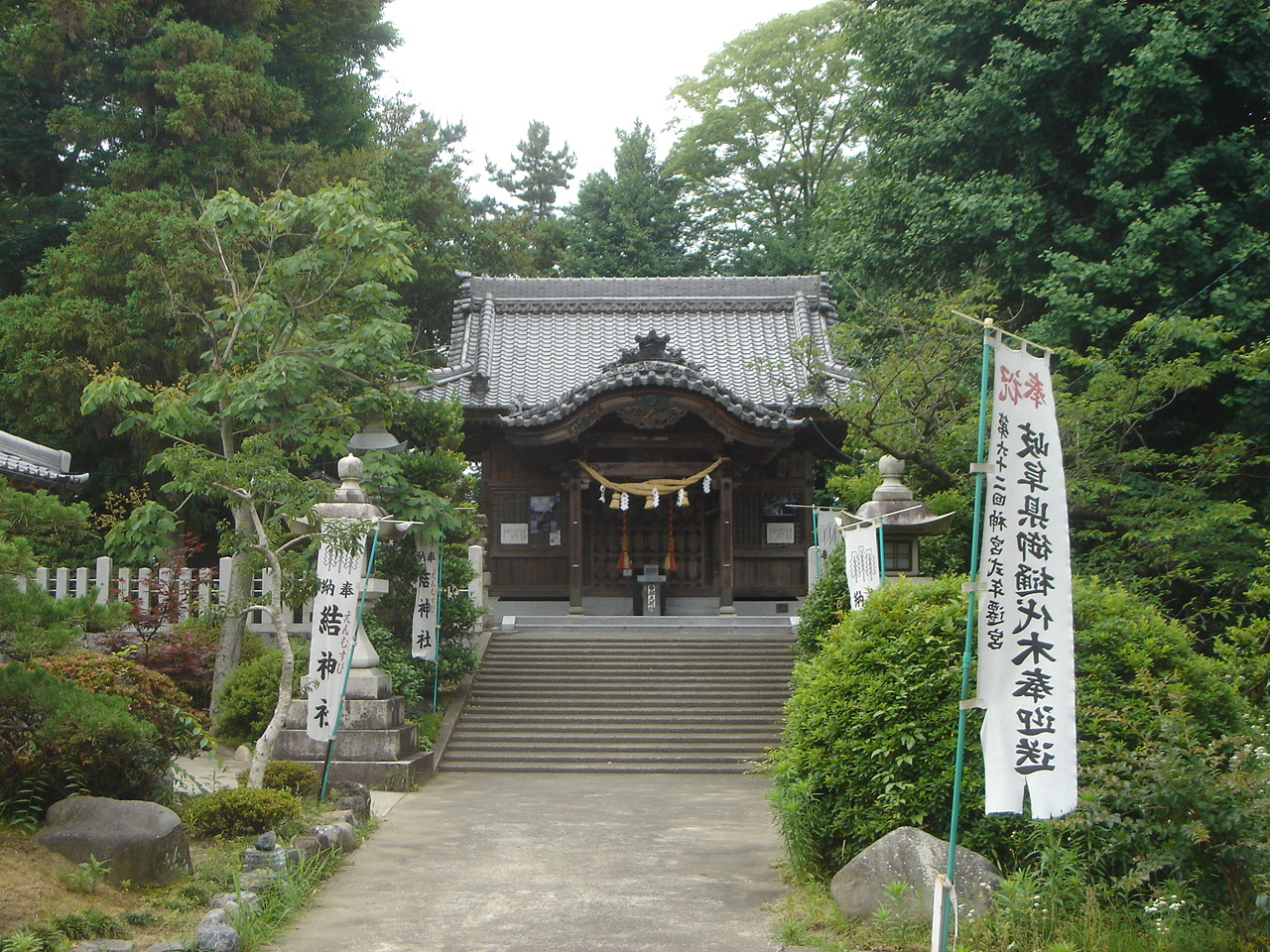
結神社

- 鎌倉街道・美濃路
- 結神社（西結）
- 宇波刀神社
- 名木林神社（大森）
- 白髭神社（南今ヶ淵）
- 白髭神社（氷取）
- 隼人神社（北今ヶ渕）
- 津島神社（東結）
- 安八温泉
- 安八百梅園
- 安八スカイウォール
- ソーラーアーク
- 薬師堂
- 出世の松
- 牧村城跡
- 氷取城跡
- 森部城跡
- 結城跡

### 特産品
- ほうれん草うどん（細・生）
- 百梅うどん
- よもぎうどん（生）
- あはちま漬（大根の醤油漬・大根の甘酢漬・大根の甘酢漬（ビーツ入））

## 出身有名人
- イシコ
- 尾崎裕大
- 嵐山次郎（元力士）
- 西松桂輔（西松建設創業者）
- ギフト☆矢野
- 鈴木歩佳（新体操選手）
- 蓑虫山人（絵師、考古学者）
- 堀迫雅（バレーボール選手）

### 名誉町民
- 坂栄太郎 - 元名森村長、元安八町議会議員
- 堀薫- 元安八町長
- 堀伊八 - 実業家
- 岩田平次郎- 元安八町長
- 渡邊惠進 - 第255世天台座主
- 丹羽正治 - 元安八町長
- 坂志郎 - 元安八町議会議員、元岐阜県議会議員
- 小川徳喜 - 元安八町長